# Impasse de Conti
L'impasse de Conti est une voie située dans le quartier de la Monnaie dans le 6e arrondissement de Paris.

## Situation et accès
L'impasse de Conti est desservie au plus près par la ligne 7 à la station Pont-Neuf (bien que située sur l'autre rive de la Seine).

## Origine du nom
Elle porte ce nom en raison de la proximité du quai de Conti.

## Historique
Ancien « cul-de-sac » ou « impasse de la Monnaie », ouverte en 1771 dans le voisinage de la Monnaie de Paris, elle prend son nom de son débouché sur le quai de Conti, qui lui-même s'appelle ainsi car l'hôtel de Conti y avait sa principale entrée. C'est sur son emplacement que fut commencé, en 1771, de bâtir l'hôtel des Monnaies.

## Bâtiments remarquables et lieux de mémoire

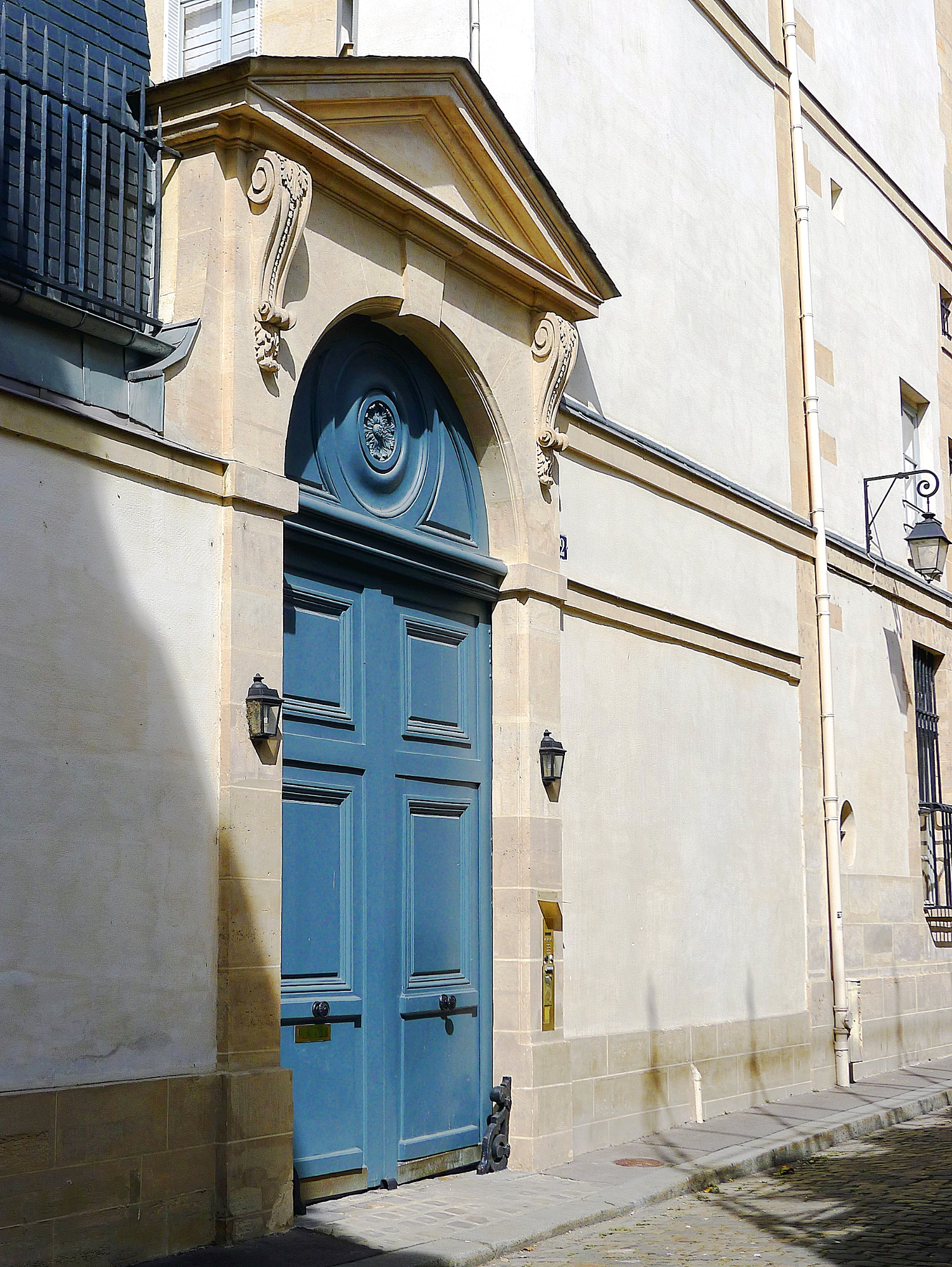
Entrée de l’hôtel Sillery-Genlis.

- Au no 1 se trouve hôtel de la Monnaie.
- No 2 : hôtel de Sillery-Genlis, construit par François Mansart de 1658 à 1660, et classé depuis 1947 aux monuments historiques[1]. Il fut habité sous la Restauration par le baron Dominique-Jean Larrey, chirurgien en chef de la Grande Armée de Napoléon Ier[2].
- Les éditions Textuel ont leur siège au no 4.